# Nowodruschesk
Nowodruschesk (ukrainisch Новодружеськ; russisch Новодружеск) ist eine Stadt im Norden der ukrainischen Oblast Luhansk mit etwa 7600 Einwohnern (2014).

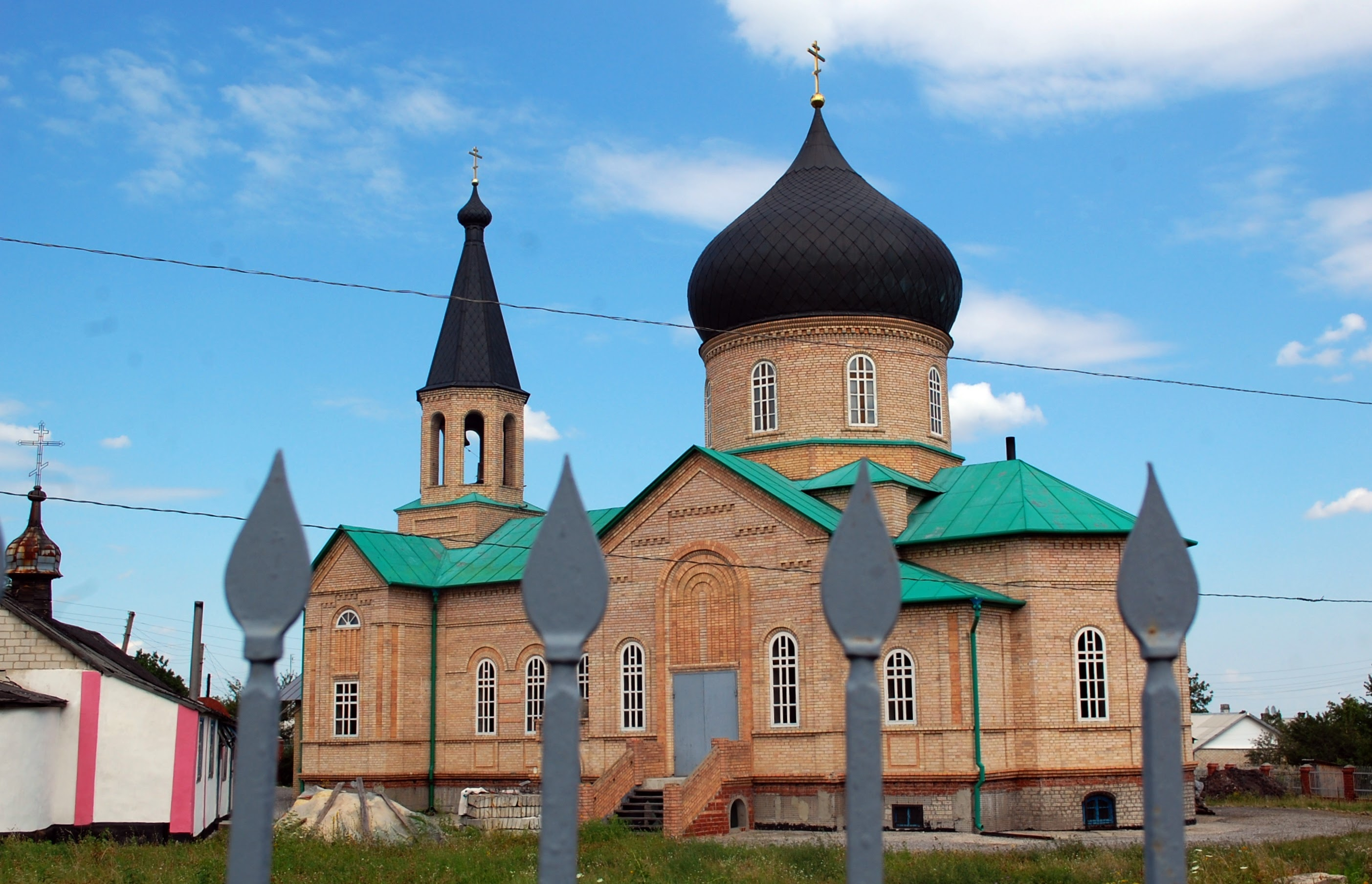
Kirche im Ort

Die 1935 gegründete Ortschaft gehörte seit den 1960er Jahren administrativ zum Stadtkreis der benachbarten Großstadt Lyssytschansk und besitzt seit 1963 des Status einer Stadt. Nowodruschesk liegt am rechten Ufer des Siwerskyj Donez 110 km nordwestlich der Oblasthauptstadt Luhansk.
Am 12. Juni 2020 wurde die Stadt ein Teil der neugegründeten Stadtgemeinde Lyssytschansk, bis dahin war sie Teil der Stadtratsgemeinde Lyssytschansk im Norden des Rajons Popasna.
Seit dem 17. Juli 2020 ist sie ein Teil des Rajons Sjewjerodonezk.